# Championnat National 1 A 2000/01
Die Saison 2000/01 des Championnat National 1 A war die 27. Ausspielung der französischen Frauenfußballmeisterschaft seit der offiziellen Anerkennung des Frauenfußballs durch die FFF, den Fußballverband Frankreichs, im Jahr 1970 und der ersten Austragung in der Saison 1974/75. Das Championnat National 1 A wurde im reinen Ligamodus in einer aus einer einzigen Gruppe bestehenden, zwölf Teams umfassenden frankreichweiten höchsten Liga ausgetragen. Bei den französischen Fußballspielerinnen handelte es sich zu dieser Zeit offiziell noch um reine Amateure.
Die Vorjahressiegerinnen des Toulouse Olympique Aérospatial Club konnten ihren Erfolg wiederholen und gewannen somit ihren dritten Meistertitel in Folge.

## Qualifikation und Austragungsmodus
Für die Teilnahmeberechtigung wurde ausschließlich das Abschneiden in der Vorsaison berücksichtigt; qualifiziert waren die neun bestplatzierten Frauschaften des Vorjahres sowie drei Aufsteiger aus der in drei regionale Gruppen aufgeteilten zweiten Division (Championnat National 1 B). Somit umfasste die erste Liga in dieser Saison folgende Teilnehmer:
- aus dem Nordosten: Juvisy FCF, Olympique Saint-Memmie, Aufsteiger SC Schiltigheim
- aus dem Westen: Aufsteiger Entente Sportive Cormelles-le-Royal, ESOF La Roche, Stade Quimper, Saint-Brieuc FF, ASJ Soyaux
- aus dem Süden: FC Lyon, der umbenannte Aufsteiger Celtic Marseille (ehemals Celtic Beaumont), Entente Montpellier Le Crès, Titelverteidiger Toulouse OAC

Die Meisterschaft bestand aus zwei Phasen. Zunächst wurde eine doppelte Punkterunde gespielt, in der jeder Verein in Heim- und Auswärtsspiel gegen jeden anderen antrat. Es galt die im französischen Amateurfußball bis ins 21. Jahrhundert hinein übliche „modifizierte Drei-Punkte-Regel“ mit vier Punkten für einen Sieg, zwei für ein Unentschieden und einem für eine auf dem Spielfeld errungene Niederlage; bei Punktgleichheit gab zunächst der direkte Vergleich und anschließend gegebenenfalls die bessere Gesamt-Tordifferenz den Ausschlag. Am Ende der Saison mussten die drei Tabellenletzten absteigen und wurden für die kommende Spielzeit durch die Gruppensieger der drei zweitklassigen Spielstaffeln ersetzt.
Die Frauschaften auf den Rängen eins bis vier ermittelten in einer sich anschließende Play-off-Runde den endgültigen Titelgewinner. Diese „Meisterrunde“ bestand aus nur je einer Begegnung jedes der teilnehmenden Teams gegen jedes andere. Die Punkte aus der ersten Phase wurden nicht mitgenommen, lediglich die dort Erst- und Zweitplatzierten erhielten zwei beziehungsweise einen Bonuspunkt, und diese beiden Mannschaften hatten in der Meisterrunde auch je zwei Heimspiele, die Dritt- und Viertplatzierten hingegen nur je eines.

## Phase 1: Ergebnisse, Tabelle und Saisonverlauf
|                          | ES Cor | FCF Juv | ESO LaR | FC Lyo | Cel Mar | Ent M-C | Sta Qui | FF StB | Oly StM | SC Shm | ASJ Soy | OAC Tou |
| ES Cormelles             |        | 2:4     | 1:3     | 4:4    | 7:5     | 1:3     | 6:4     | 4:6    | 0:2     | 1:4    | 4:1     | 1:4     |
| Juvisy FCF               | 5:1    |         | 3:1     | 2:1    | 6:0     | 1:0     | 2:0     | 2:1    | 1:1     | 7:2    | 7:1     | 1:1     |
| ESOF La Roche            | 5:0    | 0:0     |         | 1:3    | 7:2     | 2:0     | 3:0     | 3:1    | 3:0     | 4:0    | 0:4     | 0:3     |
| FC Lyon                  | 1:2    | 3:4     | 3:4     |        | 5:0     | 5:0     | 2:0     | 1:0    | 3:2     | 1:0    | 5:0     | 3:5     |
| Celtic Marseille         | 1:3    | 1:4     | 3:4     | 0:2    |         | 4:6     | 2:4     | 2:2    | 2:6     | 2:3    | 1:7     | 0:2     |
| Ent. Montpellier Le Crès | 1:1    | 2:1     | 0:3     | 1:4    | 3:0     |         | 5:0     | 5:2    | 0:1     | 0:2    | 2:3     | 1:0     |
| Stade Quimper            | 3:5    | 2:6     | 1:6     | 1:3    | 6:0     | 2:3     |         | 1:5    | 0:6     | 0:0    | 3:5     | 0:4     |
| Saint-Brieuc FF          | 4:1    | 0:4     | 2:0     | 1:2    | 9:3     | 1:2     | 4:4     |        | 3:1     | 2:1    | 2:0     | 2:2     |
| Olympique Saint-Memmie   | 4:1    | 2:5     | 0:4     | 3:0    | 4:1     | 1:4     | 6:2     | 3:0    |         | 3:1    | 5:1     | 1:3     |
| SC Schiltigheim          | 3:0    | 0:3     | 1:3     | 1:3    | 5:1     | 2:1     | 4:1     | 6:2    | 1:1     |        | 1:1     | 1:4     |
| ASJ Soyaux               | 5:2    | 2:4     | 3:3     | 1:1    | 2:0     | 1:1     | 3:0     | 0:0    | 2:1     | 1:1    |         | 0:0     |
| Toulouse OAC             | 5:1    | 3:0     | 0:0     | 3:2    | 4:2     | 1:0     | 9:0     | 3:1    | 4:0     | 1:0    | 1:1     |         |

| Pl. | Frauschaft             | Sp | G  | U | V  | Tore   | Diff. | Pkte. |
| --- | ---------------------- | -- | -- | - | -- | ------ | ----- | ----- |
| 1.  | Juvisy FCF             | 22 | 17 | 3 | 2  | 72:26  |       | 76    |
| 2.  | Toulouse OAC (TV)      | 22 | 16 | 5 | 1  | 62:17  |       | 75    |
| 3.  | ESOF La Roche          | 22 | 14 | 3 | 5  | 59:30  |       | 67    |
| 4.  | FC Lyon                | 22 | 13 | 2 | 7  | 57:35  |       | 63    |
| 5.  | Olymp. Saint-Memmie    | 22 | 11 | 2 | 9  | 53:41  |       | 57    |
| 6.  | ASJ Soyaux             | 22 | 8  | 8 | 6  | 44:44  | ±0 a  | 54    |
| 7.  | Ent. Montpell. Le Crès | 22 | 10 | 2 | 10 | 40:38  | +02 a | 54    |
| 8.  | SC Schiltigheim (N)    | 22 | 8  | 4 | 10 | 39:42  | −03 b | 50    |
| 9.  | Saint-Brieuc FF        | 22 | 8  | 4 | 10 | 50:50  | ±0 b  | 50    |
| 10. | ES Cormelles (N)       | 22 | 6  | 2 | 14 | 48:77  |       | 42    |
| 11. | Stade Quimper          | 22 | 2  | 2 | 18 | 34:89  |       | 30    |
| 12. | Celtic Marseille (N)   | 22 | 0  | 1 | 21 | 32:101 |       | 21 c  |

An der Tabellenspitze fanden sich dieselben vier Teams wie im Vorjahr ein, wobei Juvisy und Toulouse – vor eigenem Publikum ungeschlagen und jeweils mit nur zwei Remis – sich deutlich von ihren Kontrahentinnen hatten absetzen können. Das Mittelfeld, in dem auch der elsässische Aufsteiger Schiltigheim abschloss, führte Saint-Memmie an. Dahinter standen die beiden Teams, die wesentlich dazu beigetragen hatten, dass Toulouse nur den zweiten Rang erreichte: Soyaux' Frauen waren die einzigen, die keines ihrer zwei Punktspiele gegen den TOAC verloren hatten, und Montpellier Le Crès war die einzige Frauschaft, die die Titelverteidigerinnen hatte schlagen können.
Mit Cormelles und Marseille kehrten zwei Aufsteiger umgehend in die zweite Liga zurück, wobei Celtic mit der schwächsten Defensive und dem erfolglosesten Angriff der Saison nur ein Spiel nicht verlor (2:2 gegen Saint-Brieuc); begleiten mussten diese die Frauen aus Quimper, die nicht viel erfolgreicher abschnitten als Marseille. Diese drei Mannschaften wurden zur folgenden Spielzeit durch die Aufsteiger Paris Saint-Germain FC, EC Tours (dieser hatte sich zur kommenden Saison dem FC Tours angeschlossen) und SC Caluire Saint-Clair ersetzt.

## Meisterrunde
|               | FCF Juv | ESO LaR | FC Lyo | OAC Tou |
| Juvisy FCF    |         | 0:1     |        | 0:1     |
| ESOF La Roche |         |         | 1:1    |         |
| FC Lyon       | 1:1     |         |        |         |
| Toulouse OAC  |         | 2:0     | 3:0    |         |

| Pl. | Frauschaft    | Sp | G | U | V | Tore | Diff. | Bonus | Pkte. |
| --- | ------------- | -- | - | - | - | ---- | ----- | ----- | ----- |
| 1.  | Toulouse OAC  | 3  | 3 | 0 | 0 | 6:0  |       | 1     | 13    |
| 2.  | ESOF La Roche | 3  | 1 | 1 | 1 | 2:3  |       | 0     | 07    |
| 3.  | Juvisy FCF    | 3  | 0 | 1 | 2 | 1:3  |       | 2     | 06    |
| 4.  | FC Lyon       | 3  | 0 | 2 | 1 | 2:5  |       | 0     | 05    |

Toulouse behielt in dieser Runde eine weiße Weste und konnte so seinen Meistertitel verteidigen. TOAC profitierte dabei ebenso davon, dass Juvisy am Saisonende nichts mehr zuzusetzen hatte, wie die Frauen aus La Roche-sur-Yon, die sich über eine unerwartete Vizemeisterschaft freuen konnten.

## Die Spielerinnen des Meisters
Der Kader von Trainer Jean-Pierre Bonnet umfasste folgende Fußballerinnen:
- Tor: Céline Marty, Géraldine Marty
- Abwehr: Natacha Burg, Marie-Laure Chaume, Marie Cizac, Dominique Geminiano, Cendrine Juhel, Magalie Luscan, Aurélie Samptiaux, Myriam Saïdi, Sabrina Viguier
- Mittelfeld: Gaëlle Blouin, Céline Bonnet, Marie-Ange Kramo, Marie-Joëlle Kramo, Audrey Monicolle, Karine Pavailler, Emmanuelle Royer, Céline Suc, Élodie Woock
- Angriff: Caroline Bouscatel, Mélanie Briche, Christelle Caillard, Sandrine Rouquet, Lilas Traïkia, Anne Zenoni

## Erfolgreichste Torschützinnen
Bisher liegt lediglich für die Torschützinnen der Meisterrunde eine vollständige Liste vor. Darin trafen Blouin (Toulouse, 3 Treffer), Séverine Creuzet-Laplantes (Lyon, 2) sowie je einmal Virginie Bourdille (Juvisy), Malika Bousseau, Hoda Lattaf (beide La Roche), Pavailler, Traïkia und Zenoni (TOAC).